# Miss svijeta
Miss World ili Miss svijeta najstariji je međunarodni izbor ljepote održava od 1951. Miss World je pokrenuo Eric Morley u Ujedinjenom Kraljevstvu. Nakon njegove smrti, od Miss World 2000 Morleyeva supruga Julia Morley su-predsjedateljica je natjecanja.
Pobjednica natjecanja provodi godinu dana predstavljajući Organizaciju Miss svijeta (Miss World Organization) i dobrotvorne akcije vezane iz nju. Tradicionalno Miss svijeta tijekom svoje vladavine živi u Londonu. Trenutna Miss svijeta je Krystyna Pyszková iz Češke.
Zajedno s Miss Universe, Miss International, Miss Grand International i Miss Supranational, ovaj izbor ljepote se smatra jednom od najpoznatijih na svijetu; naziva "Grand Slam" natjecanjima ljepote.

### Galerija pobjednica
- Miss World 1959.
Corine Rottschäfer, Nizozemska
- Miss World 1969.
Eva Rueber-Staier, Austrija
- Miss World 1977
Mary Stävin, Švedska
- Miss World 1994.
Aishwarya Rai, Indija
- Miss World 2000.
Priyanka Chopra, Indija
- Miss World 2003.
Rosanna Davison, Irska
- Miss World 2006.
Taťána Kuchařová
- Miss World 2007.
Zhang Zilin, NR Kina
- Miss World 2008.
Ksenia Sukhinova, Rusija

## Vanjske poveznice
- Službena web-stranica